# Парижанка (фреска)
«Парижанка» (фр. La Parisienne, как её назвал археолог Артур Эванс) — фреска Кносского дворца, датированная примерно XVI—XV веками до н. э. Сейчас является одним из центральных экспонатов Археологического музея Ираклиона, почти полностью посвященного искусству минойской цивилизации.
Первоначально фреска находилась в одном из помещений второго этажа Кносского дворца. Она изображала ритуальный пир, участники которого сидели друг напротив друга с чашами в руках. Сохранился лишь фрагмент изображения головы девушки и большого ритуального узла на одежде сзади.